# Привокзальна площа (Мінськ)
У Вікіпедії є статті про інші площі з назвою Привокзальна площа

Привокзальна площа (біл. Прывакзальная плошча) — площа в місті Мінську, що прилягає до залізничного вокзалу.
Сучасна площа має прямокутну форму, витягнуту вздовж вулиці Бобруйської. Її називають площею трьох вокзалів. Тут розташовані автовокзал «Центральний» та залізничні пасажирські вокзали далекого і приміського сполучення. Площу прикрашає скляний фасад головного корпусу залізничного вокзалу.
Комплекс кварталів, розташованих напроти будівлі вокзалу, сприймається як парадний в'їзд в місто з боку залізничного і автобусного вокзалів. Таке сприйняття посилюється двома одинадцятиповерховими баштами по кутах п'ятиповерхових житлових будинків, розміщених симетрично. Ці башти отримали назву «Ворота міста», «Мінські ворота». Будинки були побудовані в стилі сталінського класицизму за проектом ленінградського архітектора Бориса Рубаненко за участі Л. Голубовського, А. Карабельникова, Л. Усової, В. Геращенка. На одній башті розташований найбільший в республіці годинник, діаметр їх циферблату понад 3,5 метрів. Цей годинник був створений понад сто років тому у Німеччині і до Білорусі потрапив як військовий трофей після Другої світової війни. На іншій башті — герб колишньої БРСР.

## Історія
Формування площі почалось в 1871—1874 роках з будівництва Віленського вокзалу (до наших днів не зберігся). У 1890 році між дерев'яними спорудами було зведено кам'яну будівлю вокзалу.
Після Жовтневого перевороту площа носила назву — «Площа 25 жовтня». У 1939—1940 роках проводилася реконструкція привокзального району.
У 1946 році відновлена будівля вокзалу, зруйнованого під час Другої світової війни. Сучасний вид привокзальної площі склався в 1948—1956 роках.
З Привокзальною площею також пов'язана історична подія, відома як «курловський розстріл». 31 жовтня 1905 року у будівлі вокзалу відбувся мітинг залізничників і інших трудящих міста. Для придушення страйку мінський губернатор П. Г. Курлов дав вказівку застосувати зброю. В результаті понад 80 чоловік було убито, декілька сотень поранено.
Під тиском громадськості Курлов був переведений царським урядом до Санкт-Петербурга. За ініціативою залізничників Міська дума в 1905 році ухвалила рішення про споруду на Привокзальній площі на засоби міста і громадських організацій пам'ятника жертвам курловського розстрілу. Згодом такий пам'ятник був зведений. Він був масивним хрестом на постаменті. З чотирьох боків стояли стовпчики, сполучені обвисаючими ланцюгами. До наших днів не зберігся.